# Clubiona nenilini
Clubiona nenilini este o specie de păianjeni din genul Clubiona, familia Clubionidae, descrisă de Mikhailov, 1995. Conform Catalogue of Life specia Clubiona nenilini nu are subspecii cunoscute.